# کریستین مورنو
کریستین مورنو (انگلیسی: Christian Moreno؛ زادهٔ ۲۷ آوریل ۱۹۹۶) بازیکن فوتبال اهل آرژانتین است.
از باشگاه‌هایی که در آن بازی کرده‌است می‌توان به باشگاه فوتبال بوکا جونیورز اشاره کرد.